# Ovda Regio
Ovda Regio is een plateau op de planeet Venus. Ovda Regio werd in 1982 genoemd naar Ovda, een woudgeest in de Mari-mythologie, die zowel vrouwelijk als mannelijk kan zijn.
De regio heeft een diameter van 5280 kilometer en bevindt zich in het gelijknamige quadrangle Ovda Regio (V-35) en het quadrangle Ix Chel Chasma (V-34), nabij de evenaar in de westelijke hoogvlakte van Aphrodite Terra.
De regio is met een oppervlakte van ongeveer 15.000.000 vierkante kilometer het grootste korstplateau van Venus en wordt begrensd door regionale vlakten in het noorden, Salus Tessera in het westen, Thetis Regio in het oosten en Kuanja Chasma en Ix Chel Chasma in het zuiden.

## Geologische structuur

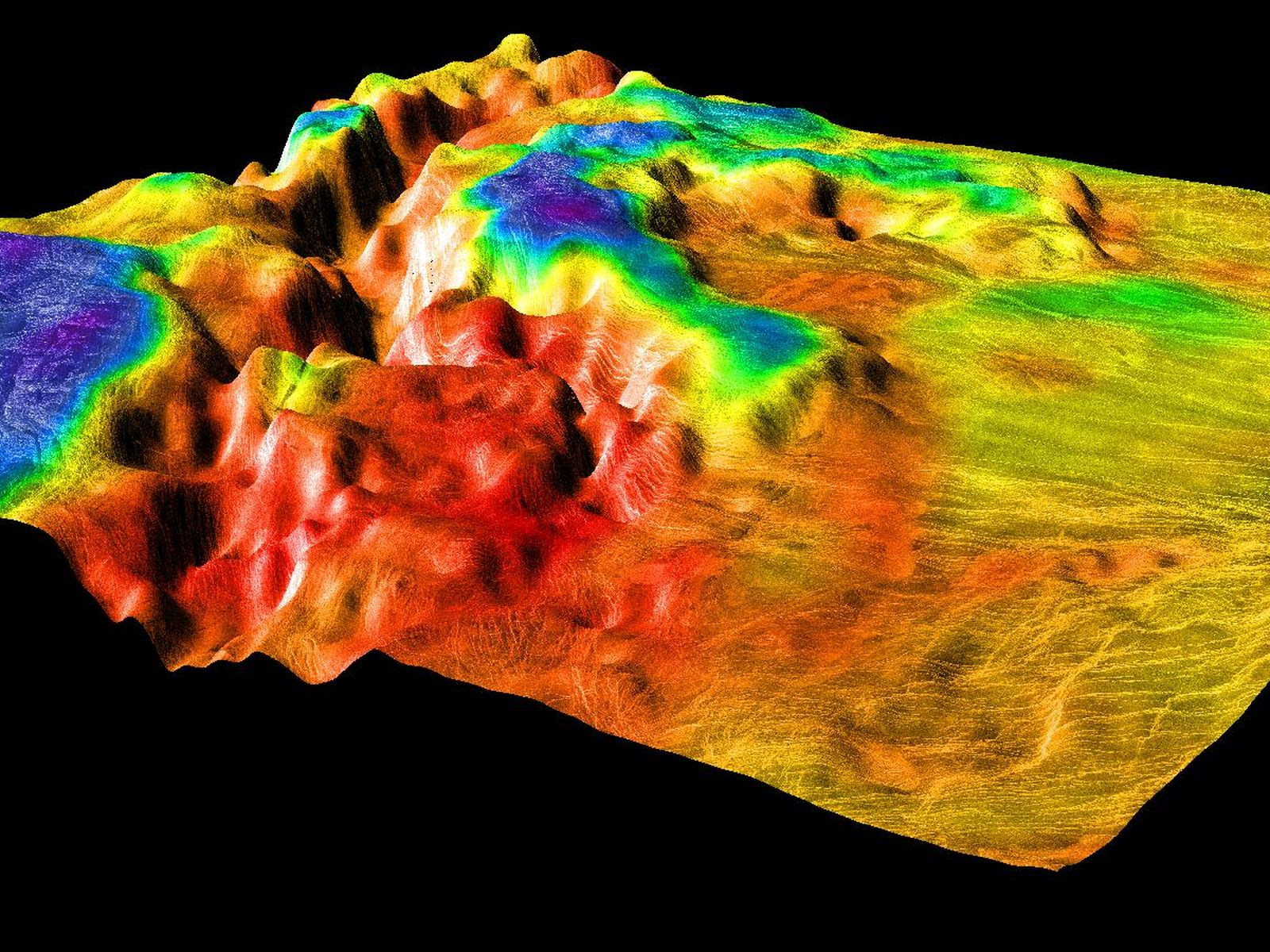
Deze 3D-weergave toont de grens tussen de laagvlakten aan de rechterkant en het korstplateaugebied van Ovda Regio aan de linkerkant.

Er is uitgebreid onderzoek gedaan om de structurele geologie van Ovda Regio te beschrijven. Synthetische apertuurradarbeelden (SAR) van de Magellan-missie van de NASA werden geanalyseerd om de verdeling van de structurele kenmerken te herkennen. De verdeling werd vervolgens in kaart gebracht om inzicht te krijgen in de vormingsprocessen van de regio. De regio kenmerkt zich qua constructie vooral door linten, plooien en een complex van graben.

## Westelijk Ovda Regio
Vouwen en een duidelijke samengestelde gelaagdheid kenmerken over het algemeen het westelijke deel van Ovda Regio. Met samengestelde gelaagdheid wordt bedoeld dat de structurele lagen van elkaar verschillen in termen van hun chemische samenstelling. De lagen worden gedifferentieerd op basis van textuurherkenning via SAR-afbeeldingen. De plooien die in dit deel van de regio worden waargenomen, zijn concentrisch, worden geassocieerd met dalen en delen een gemeenschappelijke as die van oost naar west loopt Een ander kenmerk dat in dit deel wordt waargenomen, zijn lintstructuren. Linten kunnen worden beschreven als structuren die steil zijn met een lange depressie van ongeveer 1 à 3 kilometer breed en ondiepe dalen van minder dan 500 meter. In tegenstelling tot de vouwstructuren zijn de linten in het westelijke deel willekeurig verdeeld.

## Centraal Ovda Regio
Central Ovda is te onderscheiden door richels die oost-westelijk georiënteerd zijn, vergelijkbaar met die van westelijk Ovda. Deze richels komen vaak voor aan de noordelijke rand en delen meestal een gemeenschappelijke as met de vouwstructuren. Andere structurele kenmerken die in dit deel van Ovda worden waargenomen, zijn stapel- en duplexvorming aan de zuidelijke rand. Een meer gedetailleerde analyse die in dit deel werd uitgevoerd, geeft aan dat in het centrum van Ovda een tektonisch regime van strike-slip plaats vond waarbij verschillende structuren gevormd werden zoals plooien en breuken.

## Oostelijk Ovda Regio
In het oostelijke deel van Ovda wordt de structuur voornamelijk bepaald door brede plooien en lintstructuren. Er werd waargenomen dat de brede plooien amplitudes hebben tot 25 kilometer en enkele honderden kilometers lang zijn. De lintstructuren hebben over het algemeen een radiaal patroon. Sommige lintstructuren op dit deel van Ovda zijn vrij moeilijk te interpreteren vanwege de beperkte resolutie van de SAR-afbeeldingen. Een flink aantal graben zijn ook aanwezig in dit deel, hoewel de graben niet goed te onderscheiden zijn en beperkt zijn tot vouwen.

## Tectonische evolutie
Er zijn een paar theorieën die voortdurend worden besproken in de planetaire wetenschappelijke gemeenschap met betrekking tot de tektonische evolutie van Ovda Regio:

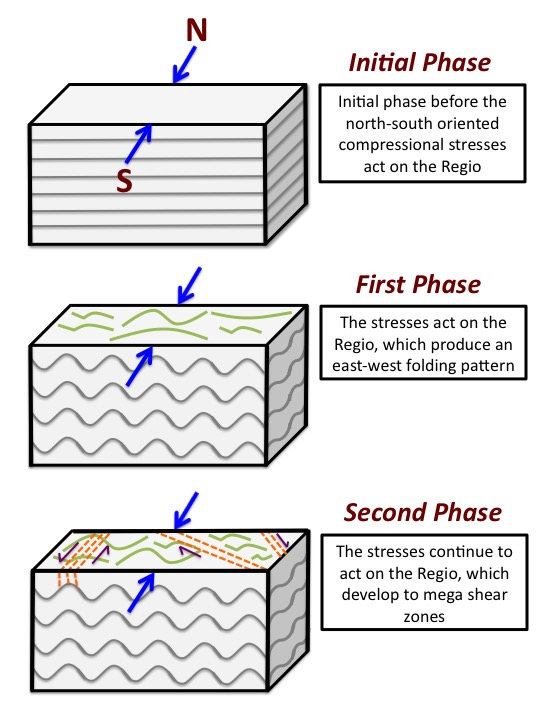
Regionale tectonische evolutie van de Ovda Regio.

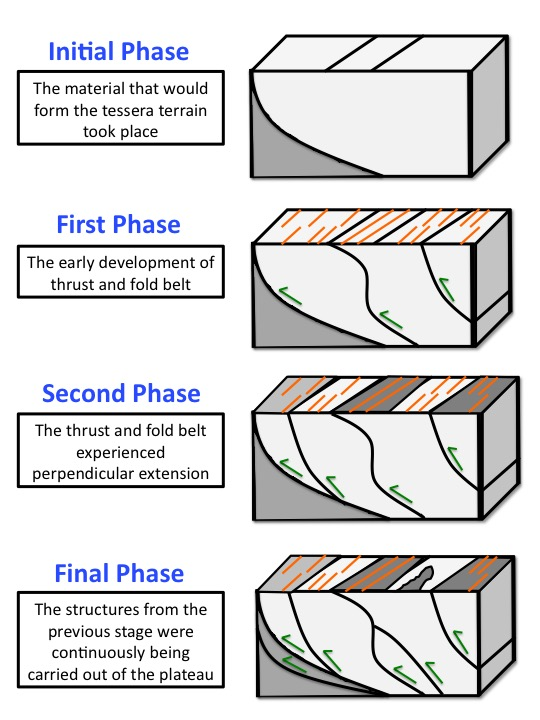
Marginale tectonische evolutie van de Ovda Regio.

### Regionale tectonische evolutie
Regionaal zijn er twee afzonderlijke fasen van tektonische evolutie. Aanvankelijk bevond de regio zich in een stabiele toestand waar er geen spanningen waren die op de korstplateaus inwerkten. Deze toestand werd vervolgens gevolgd door de eerste fase waarin de noord-zuidgerichte drukspanningen op de regio inwerkten en een oost-westelijk vouwpatroon produceerde. Dit patroon vormt het primaire structurele kader in Ovda Regio. Vervolgens vond de tweede fase plaats waarin de drukspanningen werden geïntensiveerd en significante mega-schuifzones ontwikkelden.

### Marginale tectonische evolutie
Er zijn over het algemeen twee verschillende fasen van structurele evolutie die de korstplateauranden van de regio beschrijven. De beginfase ging vooraf aan de eerste fase en de eindfase sloot de tweede fase af. In de eerste fase werd al het materiaal op zijn plaats gezet, waardoor het tessera-terrein ontstond. Tijdens de eerste fase begonnen de stuwkrachtbreuken en vouwbanden zich parallel aan de marges te ontwikkelen. Aan het begin van de eerste fase hadden deze breuken en plooien impact op het tessera-terrein, maar later hadden ze een impact op de vulkanische vlaktes van de intratessera. In de tweede fase ondergingen alle stuwkrachtbreuken en vouwriemen een loodrechte verlenging. Bovendien vond de laatste fase plaats toen de verlengingsgebeurtenissen continu de structuren van het plateau vervormden en de vulkanische structuren aantasten.